# Trevante Rhodes
Trevante Rhodes, né le 10 février 1990 à Ponchatoula en Louisiane, est un acteur américain.
Il est révélé notamment par son rôle dans le film Moonlight de Barry Jenkins.

## Biographie
La famille de Trevante Rhodes s'installe au Texas alors que Trevante a dix ans. Plus tard, diplômé de l'université du Texas à Austin, il s'illustre notamment en sport universitaire comme sprinteur spécialiste du 100 et du 200 mètres. Il obtient lors des Championnats panaméricains juniors d'athlétisme 2009 à Port-d'Espagne à Trinité-et-Tobago, la médaille d'or en relais 4 × 100 m.
En 2016, il est révélé au grand public pour son rôle dans le film Moonlight de Barry Jenkins.

## Filmographie

### Cinéma
- 2013 : Josep & Shawn de Jose Barajas : Shawn
- 2014 : Open Windows de Nacho Vigalondo : Brian (non crédité)
- 2016 : Moonlight de Barry Jenkins : Black (Chiron adulte)
- 2016 : Shangri-La Suite de Eddie O'Keefe : Mike
- 2017 : Lady Luck de Clifton McCurry : Daryl
- 2017 : The Night is Young de Dave Hill et Matt L. Jones : George
- 2017 : Burning Sands de Gerard McMurray : Fernander
- 2017 : Song to Song de Terrence Malick : TR (non crédité)
- 2017 : Petit malin (Smartass) de Jena Serbu : Mike C
- 2018 : Horse Soldiers (12 Strong) de Nicolai Fuglsig : Ben Milo
- 2018 : The Predator de Shane Black : Gaylord « Nebraska » Williams
- 2018 : Bird Box de Susanne Bier : Tom
- 2019 : The Night is Young de Dave Hill et Matt Jones : George
- 2021 : Billie Holiday, une affaire d'État (The United States vs. Billie Holiday) de Lee Daniels : Jimmy Fletcher
- 2022 : Des bleus à l'âme (Bruiser) de Miles Warren : Porter
- 2023 : Noël à Candy Cane Lane (Candy Cane Lane) de Reginald Hudlin : Tre
- 2024 : Mea Culpa de Tyler Perry : Zyair

### Télévision

#### Téléfilm
- 2016 : The Infamous de Anthony Hemingway : Marcus « Murk » Ward

#### Séries télévisées
- 2014 : Gang Related : jeune roi #1 (1 épisode)
- 2015-2016 : If Loving You Is Wrong (en) : Ramsey Walters (14 épisodes)
- 2016 : Westworld : un célibataire (1 épisode)
- 2022 : Mike : Mike Tyson (mini-série)

## Voix françaises
En France
- Jean-Baptiste Anoumon[1] dans :
  - Bird Box
  - Billie Holiday, une affaire d'État
  - Mike (en) (série télévisée)
  - Des bleus à l'âme (en)
  - Mea Culpa

Et aussi
- Nicolas Matthys dans Moonlight
- Erwin Grünspan (*1973 - 2021) dans Burning Sands
- Daniel Njo Lobé dans Horse Soldiers
- Mohad Sanou dans The Predator